# 斯洛博季謝 (別爾季切夫區)
50°0′50″N 28°28′43″E / 50.01389°N 28.47861°E
斯洛博季謝（烏克蘭語：Слободище）是位於烏克蘭北部的村莊，由日托米爾州別爾季切夫區的什瓦伊基夫卡市鎮負責管轄。該村始建於1550年，面積0.6平方公里，海拔高度241米，2001年人口932，人口密度每平方公里1,566.39人。